# The Third Visitor
The Third Visitor é um filme policial britânico de 1951, dirigido por Maurice Elvey e estrelado por Sonia Dresdel, Guy Middleton e Karel Štěpánek.
Foi baseado em uma peça de Gerald Anstruther.

## Sinopse
Um detetive de polícia investigando um assassinato, descobre que o cadáver não está, de fato, morto. 

## Elenco
- Sonia Dresdel ... Steffy Millington
- Guy Middleton ... Inspetor Mallory
- Hubert Gregg ... Jack Kurton
- Colin Gordon ... Bill Millington
- Karel Stepanek ... Richard Carling
- Eleanor Summerfield ... Vera Kurton
- John Slater ... James Oliver
- Cyril Smith ... Detetive Horton
- Michael Martin Harvey ... Hewson